# Nebe (hudební skupina)
Nebe byla česká indie-pop-rocková hudební skupina, která vznikla v roce 2005 v Havířově. Byla tvořena frontmanem, zpěvákem, textařem, skladatelem a doprovodným kytaristou Petrem Harazinem, sólovým kytaristou a skladatelem Štěpánem Petrů, pianistou Tomasem Kulurisem, baskytaristou a skladatelem Vlastimilem Škodou a bubeníkem Adamem Matýskem.
Kapela vznikla na Základní umělecké škole Bohuslava Martinů v Havířově pod původním názvem Fat Skewers. Téměř všichni její členové (6 z původních 7 členů) byli studenty klasické kytary učitele Andyho Lehotského. Ve sklepní galerii měli svou první zkušebnu a začali psát první písně, ze kterých vzešel první studiový počin – třípísňové EP s názvem Pikocédéčko. První velký klubový koncert měla kapela v havířovském Jazz Clubu, který v této době provozují členové kapely (Štěpán, Tomas).
Od roku 2007 začali jako čerství středoškoláci jezdit na brigádu sbírat maliny na rodinnou farmu do skotského Alythu. Ovlivněni tamní atmosférou, lidmi a hudbou změnili na konci roku název kapely a dále vystupovali pod názvem Caledonia až do roku 2012. Kapela nahrála v Home Recording Studio Žik své demosnímky Legosvět a Knoflíková válka, které se posléze staly stěžejními písněmi pro pokračování jejich kariéry.
V roce 2012 kapela podruhé změnila název a s debutovou deskou "Legosvět", s managementem kapely a bookingem koncertů jí pomáhal Richard Krajčo. Kapela byla za desku nominována na cenu Český slavík v kategorii Objev roku. Jako hosté vystupovali s kapelami Kryštof a UDG na turné po celé republice.
V roce 2014 kapela podepsala smlouvu s českou pobočkou společnosti Universal Music Group, pod kterou vydala své druhé studiové album "Než se rozední" s úspěšnými rádiovými singly Vteřina, Než se rozední a Padáky. Štěpán i Petr v této době vyhráli Ceny OSA (Ochranný svaz autorský) v kategorii Nejúspěšnější skladatel do 30 let.
V roce 2017 přišli s albem Souřadnice, ke kterému pořádali speciální koncerty ve vlastním pojízdném planetáriu.
Na jaře roku 2019 ohlásila kapela vynucenou pauzu z důvodu protialkoholní léčby, na kterou nastoupil frontman kapely Harazin. Od srpna 2019 roku kapela opět fungovala, natáčela novou tvorbu a koncertovala.
V roce 2024 skupina ukončila činnost.

## Historie

### Vznik kapely Fat Skewers (2005–2009)
Na ZUŠ Bohuslava Martinů zakládají Petr Harazin s Michalem Hoferikem kytarové duo a začínají s covery písní svých oblíbených interpretů. V té době u nich frčí Red Hot Chilli Peppers, Tatabojs, Kryštof. Po čase se rozhodnou splnit si sen mnoha kluků a začíná "nábor" kluků a holek do kapely. Na basu hraje Veronika Procházková, její sestra Lucie Procházková na elektrickou kytaru, na sólovou elektriku Štěpán Petrů a na bicí Jakub Krakowczyk. Všechni se navzájem znají, protože jsou žáky stejného učitele Andreje Lehotského. Posledním stabilním členem kapely se 13. května 2005 stává Tomáš Tkačík, který kapelu doplňuje svým uměním na saxofon a dalších x hudebních nástrojů a toto datum se stává oficiálním datem vzniku kapely. První autorská píseň se jmenuje Fly a je celá v angličtině. Autor Petr za ní sklízí výsměch od ostatních členů kapely za "opravdu hroznou angličtinářskou chybu", zejména od polyglota Jakuba. Další vlastní písně už jsou pouze v češtině. Vznikají pecky s názvy Chvění, Podzim, Sítě, Naivní, Válka nebo V tlačítcích výtahů. Kapela, kterou občas doprovází Jiří Javorský (učitel houslí na stejné základní umělecké škole), cvičí většinu dní v týdnu a připravují se na svůj první koncert a sní o vystoupení na havířovském festivalu Inkubátor. To se kapele opravdu podaří v roce 2009. V ročníku, který moderuje Zděněk Izer, velký idol zakládajících členů. V backstagi se potkávají s dalším velkým idolem – Davidem Kollerem, který před svým vystoupením nechá Petra zabrnkat si na své kytary značky Godin. Kapela Fat Skewers vydala krom několika demosnímků EP Pikocédéčko, které jim do vyprodaného havířovského klubu Stolárna přijel pokřtít Richard Krajčo.

### Caledonia (2009–2011)
Fat Skewers – výplod náhodného brouzdání v anglicko-českém slovníku. Po několika letech si kapela uvědomila, že název, který si nikdo nedokáže zapamatovat, nýbrž ani vyslovit, není zrovna dobrý název pro kapelu. Ovlivněni skotskou krajinou, kde léto co léto členové party tráví prázdniny, aby si sběrem malin vydělali na nové kytary, mění název uskupení na Caledonia (starý výraz pro Skotsko). Parta prošla řadou personálních změn, už v ní nebyli kytarista a zakládající člen Michal, kytaristka Lucie a na postu baskytary se místo blondýnky Veroniky objevuje nový člen Tomáš "Vorvik" Sedláček. Z kapely Porcelaine People přichází kytarista Marek "Slon" Slonina a kapela toužící po trumpetě angažuje ještě Jana Žvaka. Po několika letech opouští svou první zkušebnu za ZUŠ Bohuslava Martinů a novým geniem loci se stává na krátkou dobu sklad v Horní Suché, sdílený prostor se spřátelenou kapelou Porcelaine People v Dolní Suché a nakonec na pár let místnost v areálu Pašůvka. Zde má kapela skvělé zázemí jak v podobě nočního hlídače, tak v přilehlém baru, kde po zkoušce začínají pravidelně navštěvovat tamní výčep s vždy usměvavou servírkou Táničkou. Při koncertě v hlučínském klubu 56ka se kapela potkává s tamním zvukařem Martinem Žákem přezdívaným "Žik", který se nabídl, že jí natočí demáče. To bylo pro další pokračování kapely stěžejní, jelikož v jeho studiu v Dětmarovicích vznikly demosnímky Legosvět a Knoflíková válka. 18. listopadu 2010 cestuje Caledonia na svůj první koncert v Praze – v klubu Chapeau Rouge. Honorář 500 korun a pokažený Vorvikův Peugeot 406 znamenal, že kapela byla po svém prvním pražském koncertě 10 tisíc v minusu.

### Nebe (2011–2024)
V roce 2011, po několika měsících dopisování e-mailů s Richardem Krajčem, sklízí parta ovoce. Richard se nabídne, že kapele natočí a zaplatí desku, vydá ji pod svým vlastním labelem Richmond Records a kapele na čas poskytne kompletní management. Po vzájemné rozmluvě dojdou k názoru, že ani Caledonia není nejlépe zapamatovatelný název pro kapelu, a tak dochází k doposud poslední změně jména. Autorská dvojice Harazin/Petrů vytváří každý svůj seznam dvaceti potenciálních názvů (mezi nimi se objevila jména jako Samotáři, Knoflíkáři nebo Olomouc, protože Olomouc dle Petra prostě dobře zní) a oba dva ve svém seznamu měli (nezávisle na sobě) název Nebe. Chtělo to krátký, jednoslovný, český a snadno zapamatovatelný název, což byla kritéria, která slovo "nebe" splňovalo do posledního puntíku. Přidaná hodnota osudu rozhodla o podobě nového jména. 7. listopadu 2011 zveřejnila kapela svůj první oficiální videoklip k singlu s názvem Legosvět. Režie se ujal Martin Müller a hlavní roli ztvárnila Tereza Ramba. 14. dubna 2012 vydala kapela stejnojmennou debutovou desku, kterou pokřtila na domácí půdě v Havířově v klubu Stolárna. Kmotrem byl Michal Malátný, frontman kapely Chinaski. Na desce se producentsky podíleli Boris Carloff, Richard Krajčo a okrajově i Lukáš Chromek – kytarista Ewy Farne, který s kapelou Nebe spolupracuje i v současné době.
V roce 2014 kapela vydává druhé studiové album Než se rozední. S písní Vteřina se ji poprvé daří v rádiovém éteru, následuje další úspěšný rádiový singl Než se rozední, se kterým se kapela vyšplhala na 2. místo v žebříčku nejhranějších písní, který pravidelně vydává IFPI – Mezinárodní federace hudebního průmyslu.
V roce 2014 kapela podepisuje smlouvu s českou pobočkou společnosti Universal Music Group, pod kterou vydává své druhé studiové album "Než se rozední" s úspěšnými rádiovými singly Vteřina, Než se rozední a Padáky. Štěpán i Petr v této době vyhrávají Ceny OSA (Ochranný svaz autorský) v kategorii Nejúspěšnější skladatel do 30 let.
V roce 2017 mění kapela vydavatelství, přechází pod label Brainzone a vydává doposud poslední album "Souřadnice" s úspěšným singlem "Pláštěnky". K této desce vytváří speciální turné ve vlastním mobilním planetáriu.
Do roku 2019 vydává kapela singly ("Robinson", "Eso"), které nahrává v Londýně a do kapely přicházejí nejprve bubeník Adam Matýsek a nakonec baskytarista Vlastimil Škoda.
V dubnu 2019 kapela oznamuje pauzu zapříčiněnou tříměsíční protialkoholní léčbou frontmana Harazina. Ten se po návratu z Psychiatrické nemocnice v Opavě vrací v plné síle a Nebe ohlašuje návrat v podobě nahrávky "Kvit" – titulní písně k filmu "Abstinent".
V roce 2020 odchází Nebe od vydavatelství Brainzone a zakládá své vlastní Nebe Records s.r.o., pod kterým vychází nové písně. Pro hudební televizní stanici Óčko píšou nový All-stars song "Stromy", v létě navazují hitem "Stella", který napsali pro šéfkuchaře Přemka Forejta a na podzim přichází s dalším singlem "Neviditelný", ve kterém hraje hlavní roli Štěpán Kozub.

## Členové kapely
- Petr Harazin – zpěv, kytary
- Štěpán Petrů – elektrická kytara
- Adam Matýsek – bicí

### Technický tým
- Jakub Kaleta – zvukař (1)
- Tomáš Veliký – zvukař (2)
- Jiří Křenek – osvětlovač
- Kateřina Miarková – světelný technik
- Denis Krupička – zvukový technik
- Petr Ota Harazin – merchandise

### Bývalí členové
- Tomas Kuluris – klávesy
- Vlastimil Škoda – baskytara
- Jakub Krakowczyk – bicí
- Łukasz Feber – baskytara
- Tomáš "Vorvik" Sedláček – baskytara
- Jan Žvak – trumpeta
- Marek "Slon" Slonina – elektrická kytara
- Veronika Procházková – elektrická kytara
- Lucie Procházková – elektrická kytara
- Michal Hoferik – elektrická kytara

## Diskografie

### Studiová alba
- Legosvět (2011)
- Než se rozední (2014)
- Souřadnice (2017)

### Singly
- Legosvět (2011)
- Vteřina (2013)
- Než se rozední (2014)
- Pláštěnky (2015)
- Zkuse na chvíli mi lhát (2016)
- Bezvědomí (2017)
- Robinson (2018)
- Eso (2019)
- Kvit (2019)
- Stromy feat. Óčko All Stars (2020)
- Stella feat. Přemek Forejt (2020)
- Neviditelný (2020)
- Poslední okno v kalendáři (2020)
- Už jsou tady zas! (2023)
- Tady na tom břehu (2024)